# Пилка-струна

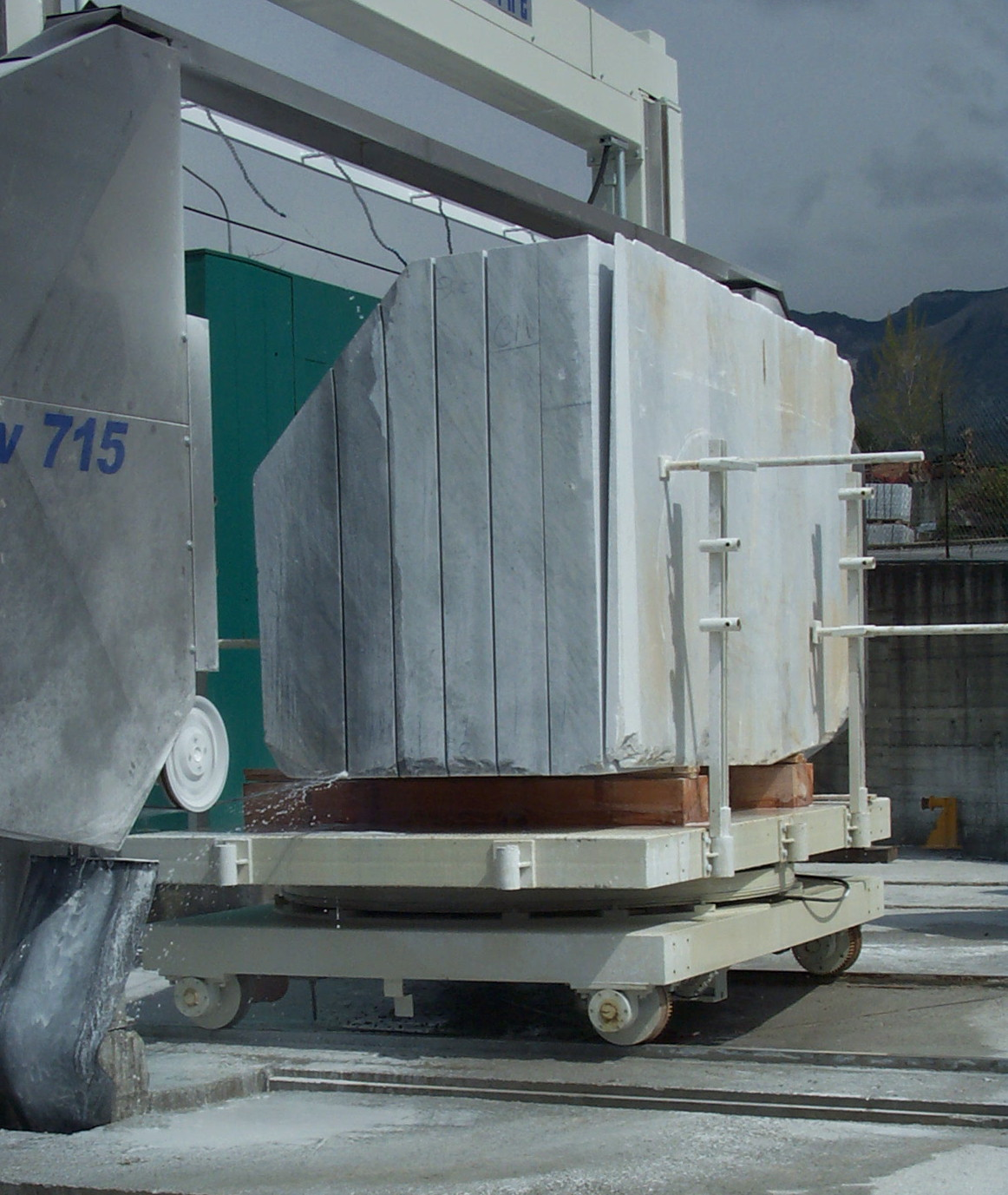
Дротова пилка на каменеобробному підприємстві розрізає блок каменю на так звані транші

Пилка-струна, також «дротяна пилка» (англ. wire saw), «пилка джиглі» (англ. Gigli saw) — інструмент для різання (пиляння) матеріалів, який має вигляд струни з одного-кількох дротів. Первісно призначалась для хірургічних операцій (розпиляння кісток), зараз уживається також для різання інших матеріалів (дерево, камінь, метал).

## Історія
Дротяна пилка була винайдена у 1894 році італійським хірургом Леонардо Джильї (італ. Leonardo Gigli, також часто трапляється неправильне написання «Джиглі»), який призначав її для хірургічних операцій. Ідея пилки була підказана йому зубчастою насічкою столового ножа. Надалі, завдяки своїй багатофункціональності, стала застосовуватись не тільки у медицині, але й в інших галузях.

## Будова
Пилка-струна може складатися з одного дроту (single-strand saw) так і з кількох, звитих у джгут. Струни можуть шерехатити, обвиваючи тонкішим дротом (туристські пилки), але частіше на струну наноситься абразивний матеріал, вибір якого залежить від призначення пилки. Абразивний пил (крихта) наноситься на поверхню, чи покриті алмазним абразивом шайби (кульки) нанизуються на дріт. Різальна струна може охолоджуватись і змащуватися водою або мастилом. За принципом роботи розрізнюють пилки безперервної дії, у вигляді замкненого кільця, і поворотно-поступальної дії, які працюють аналогічно ручним («взад-уперед»).

## Уживання

### У техніці
Пилка-струна широко уживається для різання будь-яких матеріалів: від полімерів до каменю. Пилка з закріпленою у ньому абразивною крихтою застосовується у різних галузях промисловості: у гірництві для різання кам'яних блоків, у машинобудуванні для різання деталей, у виробництві напівпровідників і гальванічних плат, для витинання складних форм з армованого скла, для різання піноматеріалів (полістирол, поліетилен, поліуретан, піноскло, поролон).

### У хірургії
Дротяна пилка була створена саме як хірургічний інструмент. Хірург-гінеколог Леонардо Джильї, запропонував її для розпилювання лобкової кістки (латералізованої пубіотомії) — пологодопоміжної операції при тазових аномаліях породіллі. Зараз уживається при трепанаціях, ампутаціях, розтинання груднини у кардіохірургії. Має вигляд джгута з 2-3 дротів, обвитих тонкішим дротом, який слугує абразивом. Дорожчі зразки мають покриття з алмазного пилу.

### У лабораторіях
Дротяні пилки з алмазним напиленням уживаються у наукових лабораторіях для різання крихких кристалів.

### У подорожах
Пилка-струна («пилка Джиглі») у силу своєї портативності (у згорнутому вигляді легко поміщається у кишені) завоювала популярність серед туристів, військовиків, мандрівників та інших «виживальників». Для використовування у дикій природі випускаються спеціальні туристські пилки-струни, які являють собою кілька дротів різної товщини, звитих у джгут 50-70 см завдовжки. На кінцях джгута зроблені ручки (частіше за все у вигляді кілець). Пилка дуже легка — її вага всього 20 г. Входить до складу багатьох аварійних комплектів. Туристська дротяна пилка здатна розпилювати гілля і колоддя у 15-20 см у діаметрі. Окрім дерева, також підходить для пластику, м'якого металу, кістки, гуми. Для того, щоб пилка прослужила довше, необхідно додержуватись таких правил:
1. Під час роботи стежити за тим, щоб пилка завжди знаходилась в одній площині з розпилом і старатись не ставити її під кутом;
2. Уникати заклинювання пилки, тримати розпил «відкритим»;
3. Якщо пилкою пиляють удвох, необхідно підтримувати єдиний ритм;
4. Пилці періодично треба давати остигнути;
5. Краще за все дротяну пилку натягнути на свіжезрізану зігнуту палицю, надівши кільця на кінці, і працювати нею, як лучковою[3].

Поряд з дротяними пилками, у подорожах використовуються також портативні ланцюгові пилки, схожі з робочим полотном бензопилки. Такий інструмент являє собою ланцюг близько півметра завдовжки, який складається з множини ланок з зубцями. На кінцях ланцюга прикріплені руків'я. Такі пилки важчі за дротяні, але вважаються надійнішими.